# Staveley, North Yorkshire
Staveley är en by och en civil parish i Storbritannien. Den ligger i grevskapet North Yorkshire och riksdelen England, i den centrala delen av landet, 300 km norr om huvudstaden London. Civil parish har 444 invånare (2001).
Kustklimat råder i trakten. Årsmedeltemperaturen i trakten är 8 °C. Den varmaste månaden är juli, då medeltemperaturen är 16 °C, och den kallaste är december, med −1 °C.